# Fridrikas
Fridrikas ist ein litauischer männlicher Familienname, abgeleitet von Friedrich.

## Weibliche Formen
- Fridrikaitė (ledig)
- Fridrikienė (verheiratet)

## Namensträger
- Ausra Fridrikas (* 1967), litauisch-österreichische Handballspielerin
- Lukas Fridrikas (* 1997), österreichischer Fußballspieler
- Mantas Fridrikas (* 1988), litauischer Fußballspieler
- Robertas Fridrikas (* 1967), litauischer Fußballspieler